# King Kong (videojoc de 2005)
|  | Aquest article tracta sobre el videojoc del 2005. Si cerqueu la pel·lícula relacionada, vegeu «King Kong (pel·lícula de 2005)». |

Peter Jackson's King Kong: The Official Game of the Movie (també conegut com Peter Jackson's King Kong, o simplement King Kong) és un videojoc d'acció-aventura de 2005 desenvolupat per Ubisoft Montpellier i publicat per Ubisoft, basat en la pel·lícula de 2005 King Kong. El joc va ser creat en col·laboració entre el director de la pel·lícula Peter Jackson i el director del joc Michel Ancel. El joc segueix el guionista del novaiorquès Jack Driscoll fins a Skull Island, mentre intenta salvar l'interès amorós. Ann Darrow, que ha estat sacrificada pels nadius de l'illa al goril·la gegant Kong.
El joc permet als jugadors jugar tant com a Jack Driscoll com a King Kong. Els jugadors fan servir armes de foc i llances com en Jack; i colpejar, agafar i utilitzar objectes/cadàvers com a Kong, per defensar-se i lluitar contra les criatures de l'Skull Island. Les escenes de King Kong es juguen des d'una perspectiva en tercera persona, mentre que els nivells de Jack es juguen des d'una perspectiva en primera persona. El joc deixa de banda l'ús d'un heads-up display, i els desenvolupadors argumenten que la seva absència podria ajudar els jugadors a submergir-se encara més en el joc (tot i que el HUD pot ser activat a la configuració).
Va ser llançat el novembre de 2005 per a Microsoft Windows, GameCube, PlayStation 2, Xbox i Nintendo DS, així com l'Xbox 360 com a títol de llançament. Simultàniament es va publicar una versió per a Game Boy Advance titulada Kong: The 8th Wonder of the World. Una versió de PlayStation Portable va ser llançada el desembre de 2005. Els membres del repartiment de la pel·lícula repren els seus papers.
Després del llançament, les versions per a consola i PC van rebre crítiques positives, i els crítics van elogiar els entorns immersius i l'àudio del joc, la capacitat de jugar com a Jack i Kong durant tot el joc, la veu (en particular Naomi Watts i Jack Black), i sovint es considera un dels millors videojocs basats en pel·lícules de tots els temps. No obstant això, la versió de DS va rebre una recepció negativa a causa d'errors, una mala IA i problemes tècnics, mentre que la versió de PSP va rebre crítiques diverses, amb els crítics que els agradava la inclusió d'un mode multijugador, però criticant la campanya més curta.
Des del seu llançament, King Kong ha guanyat un seguiment de culte important i ha estat elogiat com un títol revolucionari en els gèneres de supervivència i trets en primera persona.

## Jugabilitat

El jugador pot prendre el control tan d'un home com d'en Kong. En pantalla, en Kong amb companyia de l'Ann pujat sobre el gratacel Empire State Building de Nova York sent perseguit per biplans.

En el joc, el jugador assumeix els papers tant del guionista de Nova York Jack Driscoll com del goril·la gegant King Kong, mentre lluiten per sobreviure a les amenaces d'Skull Island el 1933.
Els nivells dels humans es controlen des d'una perspectiva en primera persona. El joc no posa l'accent en el paper d'una heads-up display: no té una barra de vida, una retícula d'objectiu i informació sobre l'estat de la munició (la informació de la munició i la retícula d'orientació es poden activar i desactivar a voluntat del jugador, però està desactivada per defecte), augmentant encara més el repte i animant el jugador a trobar armes i tècniques alternatives.
Intercalats amb aventures humanes hi ha nivells en què el jugador controla el mateix Kong, travessant la geografia única de Skull Island, lluitant contra diversos monstres gegants mentre defensa l'Ann. Els nivells de Kong tenen lloc en una vista en tercera persona, ja que el jugador indica a Kong que colpegi, agafi i utilitzi objectes/cadàvers com a armes. També pot mossegar, escalar, carregar, llançar enemics i fins i tot colpejar-se el pit per entrar en mode de fúria. Quan Kong passa al mode de fúria, el cel es tenyeix amb una tonalitat daurada i Kong es torna més poderós i menys vulnerable als atacs. Moltes de les seqüències de Kong compleixen el paper de baralles de caps, ja que el simi gegant és capaç de lluitar amb eficàcia contra les criatures gegantines que les armes de Jack no poden fer mal.
El joc inclou un final alternatiu on Kong es pot salvar durant el tiroteig a l'Empire State Building i tornar amb seguretat a Skull Island. El final va ser aprovat per Peter Jackson. Per desbloquejar el final alternatiu, els jugadors han de completar el joc sencer i després tornar enrere i jugar a través de diversos mapes i guanyar un total de 250.000 punts. També es pot accedir mitjançant els codis de trucs.

## Argument
El 1933, el director de cinema Carl Denham (Jack Black), va adquirir un mapa misteriós, que revela la ubicació secreta d'una gran illa coneguda com a Skull Island, situada als confins de l'oceà Pacífic. Carl contracta el dramaturg Jack Driscoll (Adrien Brody) perquè escrigui el seu guió i contracta l'actriu sense feina i famolenca Ann Darrow (Naomi Watts) per interpretar la part de la dama principal i un vaixell de vapor vagabund anomenat Venture per portar-los a l'illa. El vaixell, controlat pel capità Englehorn (Thomas Kretschmann) arriba a l'illa el 12 d'octubre. S'envien a l'illa tres bots salvavides que contenen el repartiment, la tripulació i els mariners. A causa del mar tempestuós i les grans roques, el bot salvavides que conté Jack, Carl, Ann, Hayes (Evan Parke) i Briggs s'estavella contra un munt de roques, matant en Briggs.
Hayes dispara un senyal de socors, fent que Englehorn vingui a buscar-los a amb l'avió del vaixell i els deixi subministraments de munició. El grup, després de lluitar contra els crancs gegants, es dirigeix a un aflorament rocós. Carl suggereix fer alguns plans de prova per a la seva pel·lícula, demanant a l'Ann que cridi. El seu clàssic gemec d'estil de damisela en aflicció és contestat amb un fort rugit. El grup avança cap endavant, trobant-se amb el segon bot salvavides que conté en Preston (Colin Hanks), Jimmy (Jamie Bell) i Lumpy (Andy Serkis), encara que no pot arribar a terra a causa del fort corrent del mar. L'equip segueix travessant l'illa, lluitant contra molts depredadors viciosos com els megapedes gegants, els Scorpio-pedes i el Terapusmordax i finalment es veuen obligats a separar-se mentre es dirigeixen cap a un mur massiu que s'albira a la distància. Navegant per un poble aparentment abandonat, Jack i Ann són capturats pels nadius de l'illa.
Jack està lligat a una estaca i observa, impotents, com els nadius ofereixen Ann a Kong, un goril·la de 7,6 m, com a sacrifici. Carl deslliga en Jack i els dos els persegueixen. Durant el perillós viatge per la jungla, es troben amb una manada de Venatosaurus caçadors i, en un moment donat, en Jack ha de rescatar en Carl quan és segrestat per una matriarca de Terapusmordax. En Jack i en Carl es reuneixen amb en Hayes després de derrotar un grup de Venatosaurus amb un subfusell Thompson de calibre .45. Poc després, troben en Preston, Lumpy, Jimmy i Bruce Baxter, que creuen un pont, però són atacats per un Vastatosaurus rex. En Lumpy es mor, Jimmy i Baxter cauen al barranc, però Preston arriba a l'altre costat. Jack es separa d'en Carl i Hayes, que li diuen que segueixi buscant l'Ann. Jack finalment troba l'Ann, però és segrestada per un Terapusmordax. Kong ve al rescat i salva l'Ann. Jack continua cap al canyó, on veu un ramat de Brontosaures migrant, i també lluita contra Megapedes i Scorpio-pedes a les cavernes dels voltants. Jack navega amb habilitat pel ramat de Brontosaures per adquirir un foc per netejar el seu camí cap endavant, sent perseguit per Venatosaures durant tot el camí. Un V. rex ataca els sauròpodes just quan Jack torna amb el foc i el grup de tres s'escapa just a temps. A la jungla, salven en Jimmy, que està sent atacat pels Venatosaures. Finalment pugen en una bassa, on Jimmy diu al grup que tots els altres han mort. Després d'escapar dels Skull Islanders, l'equip és perseguit per dos V. rexs pels ràpids. Les seves armes no poden fer mal als depredadors i, a mesura que els ràpids donen pas als rius oberts, l'equip està sens dubte condemnat. Tanmateix, en Kong arriba just a temps amb l'Ann a la mà, fent saber a l'equip que està viva. En Kong lluita i mata els V-rexs. Mentre l'equip continua el seu viatge, entren en un pantà i lluiten contra els udusaures. Després d'abandonar el pantà, en Kong interromp el seu pas de troncs i els fa caure en un congost. La càmera d'en Carl es trenca i es rendeix, dirigint-se riu avall cap al Venture. Jack, Jimmy i Hayes continuen la seva recerca d'Ann.
En Jack finalment salva l'Ann d'un V. rex, i el grup intenta trobar un llarg tram d'aigua on l'hidroavió d'Englehorn pot aterrar. Després de lluitar contra un Venatosaurus i un V. rex juvenil en una cova, i deixar un altre pantà, finalment es troben amb un llarg tram d'aigua. Englehorn aterra a l'aigua, però es veu obligat a volar quan un V. rex arriba a l'escena i persegueix el grup. L'Ann fa senyals perquè vingui en Kong mentre en Jack dispara una mica als Terapusmordax per distreure el carnívor. Quan en Kong arriba, Hayes dispara la seva arma contra el simi, però el V. rex carrega contra en Kong i sense voler trepitja en Hayes, ferint-lo mortalment. En Jack i en Jimmy es troben al costat d'en Hayes, que li diu en Jimmy abans de morir que torni al vaixell. En Jack i en Jimmy lluiten contra molts raptors i tornen al tram d'aigua i troben l'hidroavió. En Jimmy marxa amb l'Englehorn, i en Jack puja a les muntanyes per salvar l'Ann.
En Jack puja a la muntanya, arengat per ocells carronyers que es posen entre els penya-segats. Finalment, arriba al cau d'en Kong i rescata l'Ann mentre en Kong lluita contra diverses serps de les coves. En Kong persegueix la parella que fuig, que torna al poble dels nadius. Després d'abandonar la jungla, l'Ann és capturada pels nadius una vegada més, però en Kong la salva. Aleshores es dirigeix cap a la costa on és gasat pels mariners. Finalment es desmaia i és portat a Nova York, on se l'exposa a Broadway. En Kong escapa i arrasa Nova York destruint molts cotxes de policia i camions de l'exèrcit. Finalment troba l'Ann i la porta a l'Empire State Building. Intenta destruir un grup de biplans però finalment és abatut. En Carl es troba al costat del cos d'en Kong i diu: "No van ser els avions. Va ser la Bella qui va matar la Bèstia".
És possible un final alternatiu. Aquest final es pot desbloquejar quan els jugadors tornen a jugar a través de diversos mapes i guanyen un total de 250.000 punts. Si el jugador derrota prou biplans com a Kong, l'exèrcit il·luminarà reflectors a l'edifici perquè els biplans puguin fer trets més clars cap en Kong, fent que en Jack i l'Englehorn apareguin a l'hidroavió del Venture. El jugador canviarà al Jack pilotant l'hidroavió i destruint els reflectors i abatent els biplans restants per salvar en Kong. Tot i que els reflectors d'emergència estan instal·lats, en Kong baixa per l'Empire State Building. En Kong és portat de nou a bord del Venture i retornat amb seguretat a Skull Island. A bord de l'hidroavió d'Englehorn, l'Ann vola pel cau d'en Kong per veure'l per última vegada i acomiadar-se d'ell, mentre en Kong rugeix triomfal. L'hidroavió torna al Venture per marxar.

## Llançament
La versió de Xbox 360 inclou gràfics i àudio millorats respecte a les versions de consola de sisena generació. La segona versió per a PC, coneguda com a "Gamer's Edition" (originalment només disponible amb targetes gràfiques seleccionades i posteriorment s'ofereix als serveis de descàrrega de jocs), també inclou aquestes funcions millorades.
La versió "Special Edition" del joc va estar disponible durant un temps limitat. Juntament amb els dos discos de joc estàndard, s'inclouen un disc addicional, que conté art conceptual i un salvapantalles, i un disc de making-of, que conté una funció amb Peter Jackson. Hi va haver un error en la impressió dels discos i el disc amb l'etiqueta "Making of" era en realitat el disc "Bonus" i viceversa. L'edició de signatura també inclou una targeta comercial Topps de King Kong, un codi per a un to de trucada que es pot descarregar i una portada signada per Peter Jackson. El 2019, Microsoft va afegir la versió de Xbox 360 a la biblioteca Xbox One compatible amb versions anteriors.

### Problemes tècnics
Símptomàtic dels jocs de consola de la setena generació inicials, la versió Xbox 360 només està configurada per a HDTV, deixant la imatge als televisors de definició estàndard molt fosca i insatisfactòria per al joc. Com a resultat, Ubisoft va recomanar als aficionats comprar la versió de Xbox fins que es solucionés el problema. El pegat es va llançar finalment. La versió de Xbox no és retrocompatible amb la Xbox 360.
La versió per a PC al detall utilitza el sistema de protecció contra còpies StarForce, que pot causar dificultats imprevistes als jugadors, especialment aquells que utilitzen Microsoft Windows 7. L'editor no ha publicat cap pedaç per solucionar aquest problema. La Gamer's Edition del joc es pot jugar a Windows 7 i a Windows 10 sense problemes.
La versió del joc per a Xbox 360 té shaders mal codificats, la qual cosa permet que el codi homebrew i sense signar s'executi a la Xbox 360 mitjançant imatges de disc modificades del joc, que van aprofitar el motor d'ombres esmentat anteriorment.

## Rebuda
Peter Jackson's King Kong va ser un èxit comercial, venent més de 4,5 milions de còpies a finals de març de 2006. La versió de PlayStation 2 va rebre un premi de vendes "Platinum" de l'Entertainment and Leisure Software Publishers Association (ELSPA), indicant vendes d'almenys 300.000 còpies al Regne Unit.
Les versions per a PC i consola van rebre crítiques positives, i els crítics van elogiar els entorns immersius del joc, les seqüències d'acció i la capacitat de jugar com a dos protagonistes al llarg del joc. No obstant això, la versió de Nintendo DS va ser àmpliament criticada pels crítics a causa d'errors i glitchs, un disseny de nivells deficient i la IA enemiga. La versió de DS figurava a la llista 'Flat-Out Worst Game' del millor i pitjor de GameSpot del 2005. La versió de PSP va rebre una rebuda mixta, principalment per a una durada curta, així com característiques reduïdes de les versions de consola i PC.
Les publicacions que no són de videojocs també van donar al joc crítiques generalment positives. The New York Times li va donar una crítica favorable i va escriure que "la sensació d'immersió augmenta per la perspectiva en primera persona del joc i l'absència de desordre a la pantalla. No hi ha cap indicador de salut que bloquegi la vostra vista; si un dinosaure et mossega, la teva visió es difumina, indicant que una mossegada més et matarà". The A.V. Club li va donar una B+ i el va anomenar "un clàssic instantani". The Sydney Morning Herald li va donar tres estrelles i mitja de cinc i va dir sobre el joc: "Amb una seqüència final força brusca, sembla que s'apura al seu clímax, però malgrat la seva brevetat, aquest és un viatge inoblidable pel regne d'en Kong.". Detroit Free Press va donar a la versió de Xbox 360 tres estrelles de quatre i la va qualificar d'"un esforç decent", assenyalant que el joc tenia una sensació cinematogràfica i els valors de producció d'una pel·lícula de gran pressupost. Maxim, tanmateix, va donar a la versió de PSP una puntuació de quatre sobre deu; la revista va elogiar l'afegiment d'un mode cooperatiu per a dos jugadors, però va ser fonamental per als seus controls.
A mesura que ha passat el temps, el joc ha estat constantment elogiat per estar avançat al seu temps.

### Premis
A més de rebre crítiques positives, el joc i el repartiment van rebre molts premis i nominacions.
| Data                   | Premi                                     | Categoria                                                  | Destinatari(s) i nominat(s)                               | Resultat  | Ref    |
| ---------------------- | ----------------------------------------- | ---------------------------------------------------------- | --------------------------------------------------------- | --------- | ------ |
| 10 de desembre de 2005 | 2005 Spike Video Game Awards              | Millor joc d'acció                                         | Peter Jackson's King Kong: The Official Game of the Movie | Nominat   |        |
| 10 de desembre de 2005 | 2005 Spike Video Game Awards              | Dissenyador de l'any                                       | Michel Ancel                                              | Nominat   |        |
| 10 de desembre de 2005 | 2005 Spike Video Game Awards              | Millor repartiment                                         | Peter Jackson's King Kong: The Official Game of the Movie | Guanyador |        |
| 10 de desembre de 2005 | 2005 Spike Video Game Awards              | Millor videojoc basat en una pel·lícula                    | Peter Jackson's King Kong: The Official Game of the Movie | Guanyador |        |
| 10 de desembre de 2005 | 2005 Spike Video Game Awards              | Millor actuació d'una dona                                 | Naomi Watts com a Ann Darrow                              | Nominat   |        |
| 10 de desembre de 2005 | 2005 Spike Video Game Awards              | Millor actuació d'un home                                  | Jack Black com a Carl Denham                              | Guanyador |        |
| 17 de desembre de 2005 | 10th Satellite Awards                     | Joc excel·lent basat en un mitjà anterior                  | Peter Jackson's King Kong: The Official Game of the Movie | Nominat   |        |
| 9 de febrer de 2006    | 9th Annual Interactive Achievement Awards | Outstanding Achievement in Art Direction                   | Peter Jackson's King Kong: The Official Game of the Movie | Nominat   | [ 54 ] |
| 9 de febrer de 2006    | 9th Annual Interactive Achievement Awards | Outstanding Achievement in Game Design                     | Peter Jackson's King Kong: The Official Game of the Movie | Nominat   | [ 54 ] |
| 9 de febrer de 2006    | 9th Annual Interactive Achievement Awards | Outstanding Achievement in Sound Design                    | Peter Jackson's King Kong: The Official Game of the Movie | Nominat   | [ 54 ] |
| 9 de febrer de 2006    | 9th Annual Interactive Achievement Awards | Outstanding Achievement in Story and Character Development | Peter Jackson's King Kong: The Official Game of the Movie | Nominat   | [ 54 ] |
| 2 de maig de 2006      | 32nd Saturn Awards                        | Millor llançament de videojocs (fantasia)                  | Peter Jackson's King Kong: The Official Game of the Movie | Nominat   |        |